# Niedertarifstrom

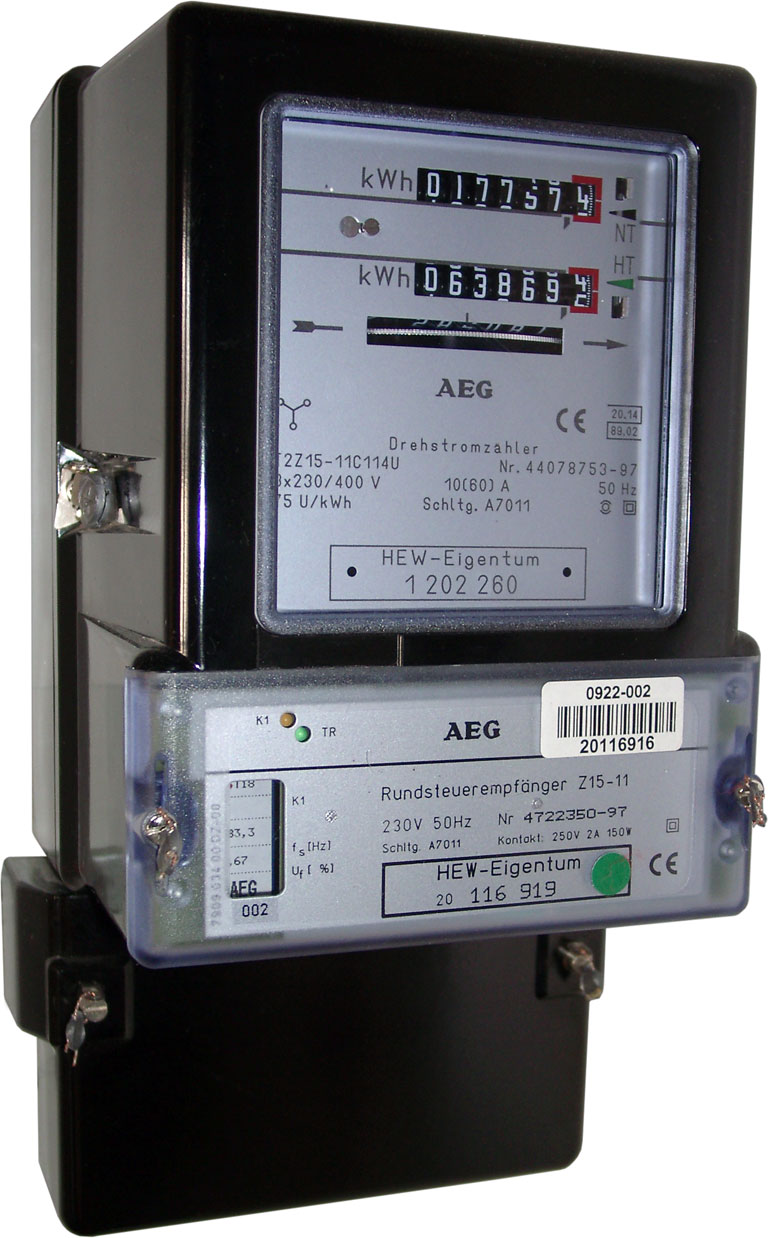
Zweitarifzähler mit integriertem Rundsteuerempfänger und separaten Zählwerken für den Hoch- (HT) und Niedertarif (NT)

Niedertarifstrom bezeichnet verschiedene vergünstigte Tarifarten für elektrischen Strom. Zu unterscheiden ist im Haushaltsbereich zwischen Tag-, Nacht- und Heizstromtarifen (s. a. Variabler Tarif).  
Um Niedertarifstrom zu nutzen, bedarf es entweder spezieller Stromzähler (s. a. intelligenter Stromzähler) sowie einer Einrichtung zur Umschaltung auf Normal- oder Hochtarif (HT) und Niedertarif (NT), die durch die sogenannte Rundsteuertechnik erreicht wird, oder eines separaten Stromzählers, der ebenfalls durch die vorgenannte Rundsteuertechnik geschaltet wird. Separate Stromzähler sind notwendig, wenn neben einphasiger Wechselspannung mit einer in Europa üblichen Nennspannung von 230 V auch Dreiphasenwechselstrom mit 400 V, beispielsweise für eine Elektrospeicherheizung, zur Anwendung kommt. 
Die Energieversorgungsunternehmen vollziehen die Umschaltung über Zeitschaltuhren oder ferngesteuert mittels einer der Netzspannung aufmodulierten Frequenz bzw. über Langwellenfunk in Form der Funkrundsteuertechnik.
Das Signal wird zu den Umschaltzeiten vom Versorgungsunternehmen an die Zähler gesendet. Allerdings kann das Signal bislang nur über eine begrenzte räumliche Entfernung versendet werden. Die Umschaltung über mehrere hundert Kilometer ist bisher nicht realisierbar, weshalb meist die örtlichen Grundversorger die Belieferung mit Nacht- bzw. Niedertarifstrom verwirklichen.

## Zweck
Zweck ist, in den sogenannten Schwachlastphasen durch Laststeuerung den Kraftwerkspark besser oder möglichst gleichmäßig auszulasten (s. a. intelligenter Stromverbrauch). Das betrifft vor allem die Nachtstunden, weswegen umgangssprachlich auch der Begriff Nachtstrom gebräuchlich ist.

## Elektrische Speicheröfen
Von anderen Kunden nicht genutzte Kapazitäten – der Nachtstrom – werden dann vergünstigt für den Betrieb von elektrischen Geräten mit Normalspannung oder stark vergünstigt für Großabnehmer, wie beispielsweise Nachtspeicherheizungen, angeboten. Dabei erfolgt eine Umschaltung für Haushaltsgeräte wie beispielsweise Trockner und Waschmaschinen über Mehrtarif-Stromzähler vom Hoch- auf Niedertarif und zurück. Drehstromzähler werden ebenfalls durch ein Signal im Zeitfenster des Niedertarifs geschaltet und damit die angeschlossenen Speicherheizungen aufgeheizt.

## Elektrisch betriebene Wärmepumpen
Weiterhin können Änderungen in der Stromerzeugung und -verteilung mit der Rundsteuertechnik durch Eingriffe auf der Verbraucherseite – innerhalb gewisser Grenzen – aufgefangen werden. So kann z. B. ein selektiver Lastabwurf von weniger wichtiger Netzlast bei Leistungsmangel erforderlich werden. Anwendung findet dieses Szenario beispielsweise bei elektrisch betriebenen Wärmepumpenheizungen. Hier wird durch das Rundsteuersignal die Stromzufuhr zur Wärmepumpe sowohl zu- als auch abgeschaltet.
Zu Zeiten hohen Gesamtenergiebedarfs aus dem Stromnetz, beispielsweise vormittags und am Abend, können Wärmepumpenheizungen nach den technischen Anschlussbedingungen (TAB) bis zu dreimal täglich für je zwei Stunden (auch ferngesteuert) abgeschaltet werden. Eine andere Benennung dieser Abschaltzeit ist Sperrzeit.

## Kritik
Zwar liegen die Tarife während der Nachtstunden bis zu 30 % unter dem regulären Arbeitspreis, jedoch ist der Strom während des Hochtarifs, also tagsüber, meist deutlich teurer als in herkömmlichen Stromtarifen. Zudem sind die Zeiträume für Nieder- und Hochtarife nicht einheitlich geregelt. Somit lässt sich erst mit individueller Kalkulation ermitteln, ob die Wahl eines solchen Tarifs tatsächlich Ersparnisse bringt.